# Okręgowe rozgrywki w piłce nożnej woj. rzeszowskiego (1954)
Okręgowe rozgrywki w piłce nożnej woj. rzeszowskiego w sezonie 1954'

## Klasa A

### Grupa II
- Zwycięzcy obu grup zakwalifikowali się do turnieju barażowego o awans do III ligi 1955. Rozgrywki zakończyły się w wyznaczonym terminie 19 września 1954, po czym 26 września rozegrano zaległe spotkania grupy I, lecz tego dnia nie odbył się spotkanie Kolejarz Rozwadów – Gwardia Przemyśl)[1][2].
- W kolejnym sezonie 1959 klasa A została powiększona z 17 do 30 uczestników. W związku z tym tylko ostatnia drużyna z Grupy Północnej, zajmująca 9 miejsce Sparta Leżajsk, została objęta degradacją. Reszta zespołów utrzymała status A-klasowy.

## Baraże o III ligę

### Rzeszów / Lublin
Tabela z walkowerem nałożonym na Gwardię Chełm i Stal Świdnik
| Poz. | Klub                  | M  | Pkt. | Mecze | Mecze | Mecze | Bramki | Bramki |
| Poz. | Klub                  | M  | Pkt. | zwy.  | rem.  | por.  | zdob.  | stra.  |
| ---- | --------------------- | -- | ---- | ----- | ----- | ----- | ------ | ------ |
| 1    | Stal Mielec           | 10 | 15   |       |       |       | 24     | 14     |
| 2    | Unia Zamość           | 10 | 13   |       |       |       | 16     | 11     |
| 3    | Górnik Glinik Gorlice | 10 | 10   |       |       |       | 12     | 7      |
| 4    | Gwardia Chełm         | 10 | 10   |       |       |       | 11     | 11     |
| 5    | Spójnia Łańcut        | 10 | 9    |       |       |       | 7      | 12     |
| 6    | Stal Świdnik          | 10 | 1    |       |       |       | 3      | 18     |

| Poz. | Klub                  | M  | Pkt. | Mecze | Mecze | Mecze | Bramki | Bramki |
| Poz. | Klub                  | M  | Pkt. | zwy.  | rem.  | por.  | zdob.  | stra.  |
| ---- | --------------------- | -- | ---- | ----- | ----- | ----- | ------ | ------ |
| 1    | Stal Mielec           | 10 | 15   |       |       |       | 24     | 14     |
| 2    | Unia Zamość           | 10 | 13   |       |       |       | 16     | 11     |
| 3    | Gwardia Chełm         | 10 | 12   |       |       |       | 15     | 9      |
| 4    | Górnik Glinik Gorlice | 10 | 10   |       |       |       | 12     | 7      |
| 5    | Spójnia Łańcut        | 10 | 9    |       |       |       | 7      | 12     |
| 6    | Stal Świdnik          | 10 | 1    |       |       |       | 4      | 19     |

| Poz. | Klub                  | M  | Pkt. | Mecze | Mecze | Mecze | Bramki | Bramki |
| Poz. | Klub                  | M  | Pkt. | zwy.  | rem.  | por.  | zdob.  | stra.  |
| ---- | --------------------- | -- | ---- | ----- | ----- | ----- | ------ | ------ |
| 1    | Stal Mielec           | 10 | 15   |       |       |       | 24     | 14     |
| 2    | Unia Zamość           | 10 | 13   |       |       |       | 16     | 11     |
| 3    | Gwardia Chełm         | 10 | 12   |       |       |       | 15     | 9      |
| 4    | Górnik Glinik Gorlice | 10 | 10   |       |       |       | 12     | 7      |
| 5    | Spójnia Łańcut        | 10 | 9    |       |       |       | 7      | 12     |
| 6    | Stal Świdnik          | 10 | 1    |       |       |       | 4      | 19     |

- W turnieju barażowym o awans do III ligi 1955 uczestniczyli reprezentanci rozgrywek klasy  w okręgach rzeszowskim i lubelskim (po trzech z rzeszowskiego i z lubelskiego). Promowane awansem było zajęcie miejsce 1-3 w barażach.
- W ostatnim spotkaniu turnieju barażowej 4 grudnia 1954 rozegrano jako zaległy mecz Unia Zamość – Górnik Glinik Gorlice (1:0)[3].
- W tabeli został uwzględniony walkower przyznany dla Górnika Glinika za mecz ze Spójnią Łańcut z powodu niestawienia się na mecz gości[4].
- Ponadto zarządzono obopólny walkower dla Stali Świdnik i Gwardii Chełm za to, że ich mecz nie odbył się w wyznaczonym terminie[4]. W myśli tabeli uwzględniającej tenże walkower promowani do III ligi były drużyny: 1. Stal Mielec, 2. Unia Zamość, 3. Górnik Glinik Gorlice[3]. W tym meczu padł wynik 1:4 dla Gwardii Chełm, która odwołała się do komisji ligi i oprotestowała przyznanie walkoweru[3]. W razie powodzenia wniosku Gwardii Chełm, ten klub byłby promowany jako trzeci awansem do III ligi, jako z dwoma punktami więcej wyprzedziłby Górnika Glinik Gorlice[3]. Ze stanu uczestników ligi w kolejnym sezonie wynika, że Górnik awansował do III ligi edycji 1955, zaś Górnik Glinik Gorlice nadal występował w klasie A edycji 1955.